# Château des Raspaud
Pour les articles homonymes, voir Raspaud.

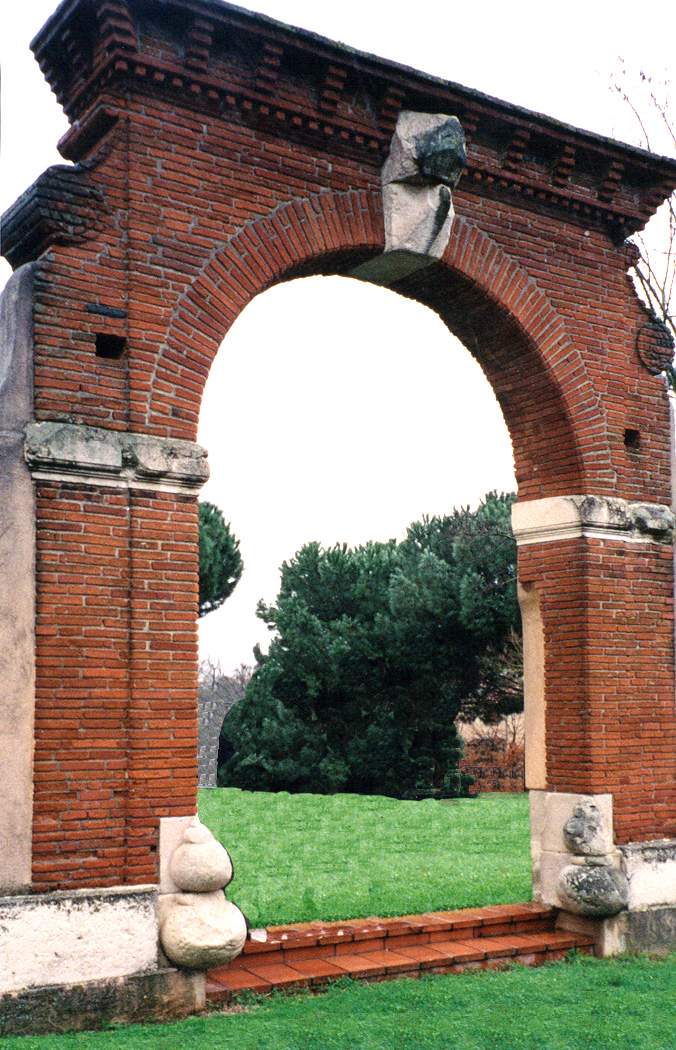
Le portail du château des Raspaud tel qu'il est en 2003

Le château des Raspaud est un château situé à Colomiers dans la Haute-Garonne, qui a été bâti au début du XVe siècle. Après avoir été pratiquement démoli pendant la querelle des Armagnac et des Bourguignons, il fut reconstruit en 1530 par les trois frères Raspaud, Bertrand, Jean et Bernard. Le château sera habité par la famille Raspaud jusqu'à la fin du XVIIe siècle ; au XVIIIe siècle, il passera ensuite entre les mains des familles Sède et Vignes. 
Le château a été démoli en 1963 et il ne subsiste plus aujourd'hui que le portail d'entrée construit au XVIIe siècle.